# يان شلاودراف
يان تشلاودراف (بالألمانية: Jan Schlaudraff)‏ (مواليد 18 يوليو 1983 في فالدبرول - ألمانيا الغربية) لاعب كرة قدم ألماني يلعب حاليا لصالح نادي الدرجة الأولى هانوفر الألماني منذ 2008 في مركز المهاجم .

## روابط خارجية
- يان شلاودراف على موقع قاعدة بيانات كرة القدم.إي يو (الإنجليزية)
- يان شلاودراف على موقع بيانات كرة القدم. دي إي (الألمانية)
- يان شلاودراف على موقع ناشيونال فوتبول تيمز (الإنجليزية)
- يان شلاودراف على موقع Soccerway.com (الإنجليزية)
- يان شلاودراف على موقع عالم كرة القدم.نت (الإنجليزية)
- يان شلاودراف على موقع كووورة
- يان شلاودراف على موقع AS.com (الإسبانية)